# Richard Upton
Richard Upton (Australia, 1975) es un nadador australiano retirado especializado en pruebas de estilo libre, donde consiguió ser subcampeón mundial en 1998 en los 4 x 100 metros estilo libre.

## Carrera deportiva
En el Campeonato Mundial de Natación de 1998 celebrado en Perth (Australia), ganó la medalla de plata en los relevos de 4 x 100 metros estilo libre, con un tiempo de 3:16.97 segundos, tras Estados Unidos (oro con 3:16.69 segundos) y por delante de Rusia (bronce con 3:18.45 segundos).